# 퉁산구
퉁산구(한국어: 동산구, 중국어: 铜山区, 병음: Tóngshān Qū)는 중화인민공화국 장쑤성 쉬저우 시의 시할구이다. 넓이는 1,856km2이고, 인구는 2007년 기준으로 1,200,000명이다. 2010년 9월을 기해 시할구로 개편되기 이전에는 퉁산현(중국어: 铜山县, 병음: Tóngshān Xiàn)이었다.

## 행정 구역
20개 진을 관할한다.
- 진: 铜山镇, 何桥镇, 黄集镇, 马坡镇, 郑集镇, 柳新镇, 刘集镇, 大彭镇, 汉王镇, 三堡镇, 棠张镇, 张集镇, 房村镇, 伊庄镇, 单集镇, 徐庄镇, 大许镇, 茅村镇, 柳泉镇, 利国镇.